# Hit Mania 2017
Hit Mania 2017 è una compilation di artisti vari facente parte della serie Hit Mania, pubblicata il 9 dicembre 2016.
È stata pubblicata sia in versione singola (2 CD + rivista), sia in versione cofanetto (4 CD + rivista) dove oltre "Hit Mania 2017" e "Hit Mania 2017 Club Version" troverete anche il CD3: "CHILL & DEEP HOUSE PARTY Inverno 2017" e il CD4: "NEXT Inverno 2017".
La compilation è stata mixata dal DJ Mauro Miclini
La copertina è stata curata e progettata da Gorial.

## Tracce CD1
1. Burak Yeter Feat. Danelle Sandoval - Tuesday
2. Jason Derulo - Kiss The Sky
3. Kungs Feat. Ephemerals - I Feel So Bad
4. Bastille - Good Grief
5. Addal VS. Mida Feat. KiFi - High
6. Klingande Feat. M-22 - Somewhere New
7. Planet Funk Feat. Dan Black - Non Stop
8. Galantis & Hook N Sling - Love On Me
9. Bob Sinclar & Daddy's Groove - Burning
10. Junge Junge Feat. Kyle Pearce - Run Run Run
11. Romay - La Musica
12. Simone Di Bella & Penn Side VS. Tony T Multitalented - A New Day
13. Elaic VS. Biagio Lisanti Feat. Junior Paes - Running Away
14. Eros Pandi - I Wanna Know Your Name
15. Moseek - Starship Troopers (Radio Edit)
16. Jacob Galsen - Come With Me
17. Deep Zero - Go Off
18. Bouchra - Blanc Ou Noir
19. Max Gazzè - Teresa
20. LP - Other People
21. Hybrid - Human
22. Thegiornalisti - Completamente
23. Emis Killa Feat. Neffa - Parigi
24. Imany - Silver Lining (Clap Your Hands)

## Tracce CD2
1. Angel P & Franky Show - Rock In The Night
2. Mirko Alimenti feat. Nuelle - Ma Baby
3. Beethoven TBS - So Sexy
4. Luke Db & Eddy J - Into My Heart
5. Ticli & Gas feat. Romero, Be1, Ray Isaac - Universo (Projecto FM Remix)
6. Elena Presti feat. Gianni Gandi & Pietro Fotia - La La La La (Flamenco Remix Loving Time)
7. Andrew A9 Novelli & Nick Macleod feat. Junior & Big 01 - Me Motiva
8. Moda Phun - The Apocalypse
9. Biagio Lisanti Feat. Junior Paes - I Can Fight
10. Puro Beat - All House
11. Alex Signorini - One Time
12. Cava's - Bucovina
13. Eatbananas - Tromba
14. The Houser - Loaded Gun
15. The Gardner - Touch The Sky
16. Nashback feat. Michael Cass - Gravity
17. Joe Manina - I Don't Wanna Be In Love
18. Alex Casini feat. Samy Q - To Desire
19. Yvvan Back - 2gether
20. Criss Hawk & Andrea Erre - Turn Around
21. Dual Beat - Were Are You Going
22. Luis Navarro & Vince Morke - I Believe In Your Eyes
23. Mr. Free DJ feat. Margot - Open Your Mind
24. Fabio Kam - Fly Emotion

- Hit Mania